# Шкільний міліціонер

Проєкт «Шкільний міліціонер» організації М'АРТ

Шкільний міліціонер — проєкт міської молодіжної громадської організації М'АРТ.
Донор проєкту: Фонд сприяння демократії. Посольство США в Україні. 
Період реалізації програми:травень 2010 року – квітень 2011 року. .

## Загальний опис проєкту
Проєкт передбачає розробку, пілотування та впровадження нової моделі взаємодії школи з правоохоронними органами, побудованої на принципах поваги до прав людини та взаємної відповідальності. Проєкт побудований на адаптації досвіду подібної ініціативи в США (програма «Шкільний поліцейський») та наявній практиці викладання адаптованого навчального курсу «Граймо за правилами» (англ. «Play by the rules», Alabama Center Law and Civic Education).

## Мета
Забезпечити ефективну взаємодію міліції, школи та місцевої громади, що буде побудована на принципах поваги до прав людини та найкращих інтересів дитини.

## Завдання
1. Налагодити ефективну співпрацю між школами-учасницями проєкту й органами внутрішніх справ Чернігівської області, до посадових обов’язків яких входить робота з дітьми та школою, забезпечення безпеки та дотримання прав людини в школі;
2. Виробити рекомендації щодо організації ефективної взаємодії школи та міліції на рівні практики та законодавства;
3. Підготувати навчальну програму та провести спільні тренінги для учасників проєкту;
4. Підготувати посібник, що міститиме опис досвіду за результатами проєкту «Шкільний міліціонер» та рекомендації щодо впровадження цієї ініціативи.

Бачиться, що в результаті успішного виконання проєкту буде досягнуто змін у підходах до проведення превентивної та профілактичної роботи школи та органів внутрішніх справ (зокрема, кримінальною міліцією у справах дітей) з дітьми.

## Учасники
1. Чернігівський ліцей № 22
2. Чернігівська спеціалізована школа № 2
3. школа №10, Чернігів
4. ЗОШ, смт Куликівка
5. гімназія №5, Прилуки
6. співробітники кримінальної міліції у справах дітей
7. студенти психолого-педагогічного факультету Чернігівського державного педагогічного університету ім. Т.Г. Шевченка

Більшість учасників проходили навчання в рамках проєктів і програм: «Розуміємо права людини», «Активні вчителі, активні школи, активне громадянське суспільство» та «Разом для розвитку» (спільні проєкти «М'АРТ» з Суспільно-просвітницьким Товариством допомоги потерпілим і неповносправним «Едукатор», (м. Ломжа, Польща) та іншими українськими громадськими організаціями. 
За час реалізації проєкту школи–учасниці створили й розмістили на території шкіл скриньки для запитань «шкільному міліціонеру», ввели в практику дні «шкільного міліціонера», гімназія №5 у місті Прилуки ввела в навчальну програму курс «Живи за правилами», там же було проведено зустрічі-знайомства учнівського й педагогічного колективів із шкільним міліціонером тощо.

## Поточний стан проєкту
Наразі проєкт у Чернігівській області завершено. Нову модель взаємодії школи й міліції викладено в окремому посібнику "Школа і міліція: як налагодити ефективну співпрацю", який з'явився влітку 2011 року. Передбачається продовження проєкту з залученням нових учасників із інших регіонів України.